# San Guillermo (Philippines)
Pour les articles homonymes, voir San Guillermo.
San Guillermo est une municipalité de la province d’Isabela, aux Philippines.